# Надь, Иштван (футболист, 1939)
Иштван Надь (венг. Nagy István; 14 апреля 1939, Будапешт — 22 октября 1999) — венгерский футболист, игравший на позиции полузащитника, игрок национальной сборной Венгрии. Олимпийский чемпион, бронзовый призер чемпионата Европы. Известен выступлениями за клуб МТК. По завершении игровой карьеры — тренер.

## Клубная карьера
Во взрослом футболе дебютировал во второй венгерской лиге в сезоне 1957—1958 годов в составе клуба «Киштекст» Будапешт. По окончании сезона попал в сферу интересов клуба МТК, и уже в следующем сезоне стал вместе с клубом серебряным призером чемпионата Венгрии.
Сезон 1959—1960 года МТК завершил на четвертой позиции, а следующий принес клубу бронзовые награды, и позволил выступить в розыгрыше Кубка ярмарок 1961/1962 годов в котором МТК дошел до стадии полуфинала, в которой уступил по сумме двух матчей «Валенсии» впоследствии выигравшей финал турнира.
Сезон 1962—1963 годов МТК завершил на втором месте и получил право выступить в розыгрыше Кубка кубков 1963/64 годов, последовательно переиграв софийскую «Славию» (1:0, 1:1), немецкий «Мотор» (0:1, 2:0), турецкий «Фенербахче» (2:0,1:3) и шотландский «Селтик» (0:3, 4:0), МТК вышел в финал турнира в котором уступил «Спортингу» из Лиссабона лишь в переигровке со счетом 0:1, первый финальный поединок закончился со счетом 3:3.
В 1963 году венгерский клуб МТК, стал обладателем Кубка Митропы в финале был обыгран «Вашаш» с общим счётом 3:2, Надь принял участие в обоих финальных матчах.
Впоследствии играл в составе МТК до сезона 1966—1697 годов, однако высоких результатов не добивался стабильно занимая места в середине турнирной таблицы чемпионата, всего за МТК отыграл 9 лет.
С сезона 1967—1968 играл в клубе первой венгерской лиги «Эржебети Мункаш» (с сезона 1973 года «Эржебети Спартакуш Мункаш»), отыграл за клуб 6 сезонов, завершив карьеру игрока в 1974 году.

## Выступления за сборную
В составе национальной сборной Венгрии дебютировал в мае 1961 года в товарищеской игре против сборной Югославии (4:2). После серии товарищеских матчей в 1962 году, попал в заявку сборной на чемпионат мира 1962 года, однако на поле не в одном матче турнира не вышел.
В 1963 году принял участие в играх отборочного цикла к чемпионату Европы 1964 года, завершившегося для сборной Венгрии выходам в финальную стадию. Принял участие в матче 1/2 финала чемпионат Европы в котором Венгрия уступила Испании со счетом 1:2, в игре за бронзовые награды против сборной Дании завершившимся со счетом 3:1 в пользу венгров участия не принимал, но при этом стал бронзовым призером чемпионата.
В октябре 1964 годы попал в состав сборной Венгрии для участия в футбольном турнире Олимпийских игр 1964 года в Токио. В составе сборной выиграл золотые награды и звание Олимпийского чемпиона.
В 1965 году принял участие в двух матчах сборной Венгрии в рамках отборочного турнира к чемпионату мира 1966 года, завершившегося для венгров удачно. На чемпионат мира 1966 года сыграл в двух играх, на групповом этапе против сборной Португалии (1:3) и матче 1/4 финала против сборной СССР (1:2).
Последний раз в футболке национальной сборной сыграл в мае 1967 года против сборной Дании (2:0) в матче отборочного турнира на Евро-1968 года.

## Карьера тренера
По завершении карьеры игрока стал тренером. В 1974—1975 годах возглавлял клуб «Дунауйварош», а в 1979—1980 годах клуб «Дорог».

## Титулы и достижения

### Клубные
- Чемпионат Венгрии (МТК):
  - Серебряный призер (2): 1958/59, 1962/63
  - Бронзовый призер: 1960/61

- Кубок Митропы (МТК):
  - Обладатель: 1963

- Кубок обладателей кубков УЕФА (МТК):
  - Финалист: 1963/64

### В сборной
- Олимпийский футбольный турнир
  - Олимпийский чемпион: 1964

- Чемпионат Европы
  - Бронзовый призер: 1964